# Montreux Volley Masters 1999
Il Montreux Volley Masters di pallavolo femminile 1999 si è svolto dal 22 al 25 giugno 1999 a Montreux, in Svizzera. Al torneo hanno partecipato 8 squadre nazionali e la vittoria finale è andata per la settima volta, la terza consecutiva, a Cuba.

## Squadre partecipanti
- Brasile
- Canada
- Cina
- Cuba
- Giappone
- Italia
- Russia
- Stati Uniti

## Gironi
| Girone A                  | Girone B                          |
| ------------------------- | --------------------------------- |
| Canada Cuba Italia Russia | Brasile Cina Giappone Stati Uniti |

## Fase finale

### Finali 1º e 3º posto
|  | Semifinali | Semifinali | Semifinali |      |      | Finale 1º/2º posto | Finale 1º/2º posto | Finale 1º/2º posto |  |
|  |            |            |            |      |      |                    |                    |                    |  |
|  | Cina       | Cina       | 3          |      |      |                    |                    |                    |  |
|  | Cina       | Cina       | 3          |      |      |                    |                    |                    |  |
|  | Italia     | Italia     | 1          |      |      |                    |                    |                    |  |
|  | Italia     | Italia     | 1          |      | Cuba | Cuba               | 3                  |                    |  |
|  |            |            |            |      | Cuba | Cuba               | 3                  |                    |  |
|  |            |            | Cina       | Cina | 1    |                    |                    |                    |  |
|  | Cuba       | Cuba       | Cina       | Cina | 1    | 3                  |                    |                    |  |
|  | Cuba       | Cuba       |            |      |      | 3                  |                    |                    |  |
|  | Brasile    | Brasile    | ?          |      |      | Finale 3º/4º posto | Finale 3º/4º posto | Finale 3º/4º posto |  |
|  | Brasile    | Brasile    | ?          |      |      |                    |                    |                    |  |
|  |            |            |            |      |      |                    |                    |                    |  |
|  |            |            |            |      |      | Italia             | Italia             | 3                  |  |
|  |            |            |            |      |      | Italia             | Italia             | 3                  |  |
|  |            |            |            |      |      | Brasile            | Brasile            | 2                  |  |

### Finale 5º posto
|  | Semifinali  | Semifinali  | Semifinali |        |        | Finale | Finale | Finale |  |
|  |             |             |            |        |        |        |        |        |  |
|  | Canada      | Canada      | 3          |        |        |        |        |        |  |
|  | Canada      | Canada      | 3          |        |        |        |        |        |  |
|  | Stati Uniti | Stati Uniti | 0          |        |        |        |        |        |  |
|  | Stati Uniti | Stati Uniti | 0          |        | Russia | Russia | 3      |        |  |
|  |             |             |            |        | Russia | Russia | 3      |        |  |
|  |             |             | Canada     | Canada | 1      |        |        |        |  |
|  | Russia      | Russia      | Canada     | Canada | 1      | 3      |        |        |  |
|  | Russia      | Russia      |            |        |        |        |        |        |  |
|  | Giappone    | Giappone    | ?          |        |        |        |        |        |  |

## Classifica finale
| Classifica | Squadre     |
| ---------- | ----------- |
|            | Cuba        |
|            | Cina        |
|            | Italia      |
| 4          | Brasile     |
| 5          | Russia      |
| 6          | Canada      |
| 7          | Stati Uniti |
| 7          | Giappone    |